# Fastkæbede fisk
Fastkæbede fisk (Tetraodontiformes) er en orden inden for dyreriget. Den indeholder bl.a. pindsvinefisk-familien og kuglefisk-familien. 

## Klassifikation
Orden: Tetraodontiformes
- Underorden: Balistoidei
  - Familie: Triacanthodidae
  - Familie: Triacanthidae
  - Familie: Balistidae (Aftrækkerfisk)
  - Familie: Monacanthidae (Filfisk)
  - Familie: Ostraciidae (Kuffertfisk)
- Underorden: Tetraodontoide
  - Familie Triodontidae
  - Familie Tetraodontidae (Kuglefisk-familien, med den typiske slægt Kuglefisk Tetraodon)
  - Familie Diodontidae (Pindsvinefisk-familien, med den typiske slægt Pindsvinefisk Diodon)
  - Familie Molidae (Klumpfisk)